# Juan Carlos Raffo
Juan Carlos Raffo Costemalle (Montevideo, 4 de agosto de 1946) es un político y escritor uruguayo, perteneciente al Partido Nacional. Fue diputado, senador y ministro de Transporte y Obras Públicas de Uruguay. Ha ejercido el periodismo y publicado ocho libros (novelas y cuentos).

## Biografía
Tras abandonar sus estudios de Derecho y Ciencias Sociales y dedicarse durante varios años a la actividad comercial e industrial, inició su actividad política en el departamento de Paysandú, en 1984, en el movimiento de Luis Alberto Lacalle, perdiendo la banca de diputado por estrecho margen. Integró, junto a Luis Alberto Lacalle, en representación del Consejo Nacional Herrerista, el Honorable Directorio del Partido Nacional presidido por Wilson Ferreira Aldunate. Fue elegido Senador en 1989 en la lista del Herrerismo, actuando en las Comisiones de Hacienda, Asuntos Internacionales y Medio Ambiente. Durante un tiempo, su nombre circuló entre los posibles precandidatos presidenciales del sector para las elecciones de 1994.
En 1993, ante la renuncia de Wilson Elso Goñi, el presidente Luis Alberto Lacalle lo designó Ministro de Transporte y Obras Públicas. Ocupó este cargo hasta que renunció al mismo en 1994, de cara a las elecciones. Ese año se separó del Herrerismo y acompañó a Alberto Volonté, resultando electo diputado para el periodo 1995-2000, por el departamento de Montevideo. Posteriormente, se retiró de la política activa, pero se mantiene vinculado a la misma en funciones de consultoría y asesoramiento.
Ha publicado varias obras de ficción desde su primera novela Noviembre (1976). En orden cronológico le siguen Error de Persona (1977), crónica novelada del atentado que le costara la vida al embajador uruguayo Carlos Abdala en Asunción, los libros de cuentos En búsqueda de Sherlock (1979) y Un día Montevideo (2001), la novela El informe Maturana (2007), Carabelas en abril (cuentos, 2011), Tiatucura (cuentos, 2011) y la novela Cien años más tarde (2013).
Con su esposa Marta Degeronimi tienen tres hijos: Verónica, María Laura y Juan Carlos.

## Obras
Novelas
- 1976, Noviembre (edición de autor)
- 1977, Error de Persona (Acali Editorial)
- 2007, El informe Maturana Ediciones de la Plaza)
- 2013,  Cien años más tarde (Ediciones de la Plaza)

Cuentos
- 1979, En búsqueda de Sherlock (Acali Editorial)
- 2001, Un día Montevideo (Ediciones de la Banda Oriental)
- 2011, Carabelas en abril (Ediciones de la Plaza)
- 2012, Tiatucura (Sudamericana)

| Predecesor: Wilson Elso Goñi | Ministro de Transporte y Obras Públicas 1993 - 1994 | Sucesor: José Luis Ovalle |